# کالوک (داغستان)
کالوک (به لاتین: Kaluk) یک منطقهٔ مسکونی در روسیه است که در داغستان واقع شده‌است.